# 法比奧·蘭佐尼
法比奧·蘭佐尼（義大利語：Fabio Lanzoni，義大利語發音：[ˈfaːbjo lanˈtsoːni]，1959年3月15日—），藝名法比奧，男，意大利裔美國演員、模特兒，亦是「我無法相信這不是牛油！」和美国癌症协会的代言人，於1980及90年代作為愛情小說封面模特兒而聞名。法比奧於2016年取得美國公民身分。

## 外部連結
- 法比奧·蘭佐尼在互联网电影资料库（IMDb）上的資料（英文）
- Interview: . Psychology Today. May 1, 2006. （原始内容存档于April 8, 2013）.